# Kanton Saint-Quentin-Nord
Kanton Saint-Quentin-Nord (fr. Canton de Saint-Quentin-Nord) byl francouzský kanton v departementu Aisne v regionu Pikardie. Tvořilo ho 11 obcí. Zrušen byl po reformě kantonů 2014.

## Obce kantonu
- Essigny-le-Petit
- Fieulaine
- Fonsomme
- Fontaine-Notre-Dame
- Lesdins
- Marcy
- Morcourt
- Omissy
- Remaucourt
- Rouvroy
- Saint-Quentin (severní část)